# Benjamin Lees
Répertoire
symphonies, musique de chambre
Benjamin Lees, né Benjamin George Lisniansky le 8 janvier 1924 à Harbin (Chine) – mort le 31 mai 2010 à Glen Cove, Long Island (États-Unis), est un compositeur américain.

## Biographie
Benjamin Lees est né en Chine en 1924 de parents russes. Ses parents s'installent aux États-Unis l'année suivante. En 1930, il commence l'étude du piano, puis à l'adolescence, il étudie l'harmonie et la composition. Il sera par la suite élève à l'Université de Californie du Sud à Los Angeles où il aura pour professeurs Halsey Stevens, Ernst Kanitz et Ingolf Dahl. De 1949 à 1954, il étudie avec George Antheil. Ayant obtenu une bourse Guggenheim, il part étudier en Europe et s'installe en France, près de Paris. Il reste sept ans en Europe avant de regagner les États-Unis en 1962. Il est alors nommé professeur de composition au Conservatoire Peabody de Baltimore. En 1964, il est enseignant au Queen's College avant de revenir en 1966 au Conservatoire Peabody. Il sera aussi professeur à la Manhattan School (1972 à 1974) et la  Juilliard School (1976 – 1977). Parmi ses œuvres notables figure la symphonie no 4, Memorial Candles, commande de l'Orchestre symphonique de Dallas (1985) qui commémore l'Holocauste. Cette œuvre, qui comprend une partie de mezzo-soprano sur des poèmes composés par une rescapée des camps de concentration[Qui ?], est d'une grande intensité dramatique.
Depuis le début des années 1950, Lees a composé dans un langage tonal qui s'appuie sur des structures classiques.
Après avoir longtemps vécu à Palm Springs (Californie), Lees était revenu dans la région de New York, où il meurt d'une attaque cardiaque le 31 mai 2010, à l'âge de 86 ans.

## Prix et distinctions
- 1954: 1re Bourse Guggenheim
- 1956: Prix Fulbright
- 1958: Prix UNESCO, Médaille de la Sir Arnold Bax Society
- 1966: 2e Bourse Guggenheim
- 1985: Prix Lancaster Symphony Orchestra
- 2004: Nomination aux Grammy

## Compositions enregistrées
- Quatuors à cordes nos 1, 5 et 6 (Naxos)
- Œuvres complètes pour violon (Albany)
- Concerto pour cor d'harmonie et Orchestre (New World)
- Sonate pour violon no 2 (Polystone)
- Concerto pour violon et orchestre (VoxBox, EPR)
- Prologue, capriccio et épilogue (CRI)
- Symphonies no 2, no 3 et no 5, Études pour piano et orchestre (Albany)
- Symphonie no 4 "Memorial Candles", Orchestre symphonique national d'Ukraine, dir. Theodore Kuchar, Naxos, coll. « American Classics », 1998
- Concerto no 1 pour piano et orchestre (Pierian)
- Concerto no 2 pour piano et orchestre (Albany)
- Trio avec piano no 2 : Silent Voices (Albany)
- Passacaglia pour orchestre (Delos)
- Sonate pour piano no 4, Mirrors, Fantasy Variations (Albany)
- Concerto pour quatuor à cordes et orchestre (dirigé par Igor Buketoff)

## Sources
- D'après le livret du CD Symphonie no 4 référencé, texte David Ylla-Somers